# Ромео Травис
Ромео Травис (енгл. Romeo Travis, Акрон, Охајо, 10. децембар 1984) бивши је амерички кошаркаш. Играо је на позицији крилног центра. Као натурализовани кошаркаш наступао је за репрезентацију Македоније.

## Средња школа и колеџ
Травис је рођен у Акрону, Охајо где је похађао Сент Винсент—Сент Мери средњу школу. Тамо је играо са Леброном Џејмсом, са којим је остао добар пријатељ. Са њима је освојио државно првенство, просечно бележећи 17 поена и 11 скокова. Након матуре је остао је у свом родном граду и играо четири године на Акрон универзитету.

## Професионална каријера
Професионалну каријеру је почео 2007. у Шпанији, играјући за тим Кантабрија лобос. У истој земљи је затим играо и за Сијудад де Уелву након чега је отишао у Немачку где је био члан Ратиофарм Улма и Валтер тајгерс Тибингена. Уследили су ангажмани у Израелу где је играо за Барак Нетанју и Хапоел Гилбоа Галил. У сезони 2012/13. наступао је за хрватски Задар. Играо је затим за украјински Химик и руски Красни октјабр. Касније је у Француској наступао по два пута за Стразбур ИГ и Ле Ман. Са Ле Маном је освојио француску Про А лигу 2018. и национални Куп 2016. Играо је између осталог и за италијански Канту а последњи ангажман је имао 2021. у француском Лиможу.
Као натурализовани кошаркаш наступао је за репрезентацију Македоније. За македонски национални тим наступао је током квалификација за Европско првенство 2017. године.

## Успеси

### Клупски
- Хапоел Гилбоа Галил:
  - Балканска лига (1): 2011/12.
- Ле Ман Сарт:
  - Првенство Француске (1): 2017/18.
  - Куп Француске (1): 2016.

### Појединачни
- Најкориснији играч финала Првенства Француске (1): 2017/18.